# Tapio
Tapio es un espíritu o un dios del bosque en la mitología finlandesa. Según la tradición folclórica, se le rezaba antes de partir de cacería. Tapio está casado con Mielikki, la diosa del bosque, y es el padre de Annikki, de Tellervo, de Nyyrikki (el dios de la caza) y de Tuulikki. Tapio aparece como una figura mítica prominente en el Kalevala.
Da nombre a Tapiola, uno de los centros urbanos principales de Espoo, en las afueras de Helsinki. 
Una de las últimas obras del compositor finlandés Jean Sibelius es un poema sinfónico titulado Tapiola (1926), que describe el bosque en el que habita Tapio.